# Zarębki
Zarębki – wieś w Polsce położona w województwie podkarpackim, w powiecie kolbuszowskim, w gminie Kolbuszowa.
W latach 1975–1998 miejscowość administracyjnie należała do województwa rzeszowskiego.

## Części wsi
| SIMC    | Nazwa | Rodzaj     |
| ------- | ----- | ---------- |
| 0652671 | Dubas | przysiółek |

27 sierpnia 2006 roku została utworzona parafia Najświętszej Maryi Panny Matki Kościoła, należącej do dekanatu Kolbuszowa Wschód, diecezji rzeszowskiej.

## Osoby związane z miejscowością
- Czesław Hodór – wojewoda przemyski (1975–1976)
- Andrzej Jadach – działacz ruchu ludowego

## Sport
We wsi działa klub piłkarski – Trotyl Zarębki, który w sezonie 2019/2020 występuje w klasie B.